# Gare de Nottingham
La gare de Nottingham (en anglais : Nottingham railway station), est une gare ferroviaire de la Ligne principale des Midlands (en). Elle  est située sur la Carrington Street  àNottingham, dans le Nottinghamshire, sur le territoire de la Midlands de l'Est, en Angleterre au Royaume-Uni.
C'est une gare Network Rail desservie par des trains East Midlands Railway, CrossCountry et Northern Trains (en). Le bâtiment est classé Grade II* listed building.